# Magritte du cinéma 2025
De 14e uitreiking van de Magritte du cinéma voor de Belgische Franstalige films uit 2024, vond plaats op 22 februari 2025 in het Flageygebouw in Elsene. De uitreiking met als gastvrouw Charline Vanhoenacker werd rechtstreeks uitgezonden op La Une, Auvio en La Trois. De grote winnaar van deze editie was La nuit se traîne van Michiel Blanchart, met tien Magrittes.
De genomineerden werden op 21 januari 2024 bekendgemaakt.

## Winnaars en genomineerden
De winnaars staan bovenaan in vet lettertype.

### Beste film
- La nuit se traîne van Michiel Blanchart
  - Il pleut dans la maison van Paloma Sermon-Daï
  - Amal van Jawad Rhalib
  - Quitter la nuit van Delphine Girard
  - Une part manquante van Guillaume Senez

### Beste regisseur
- Michiel Blanchart - La nuit se traîne
  - Jawad Rhalib - Amal
  - Paloma Sermon-Daï - Il pleut dans la maison
  - Delphine Girard - Quitter la nuit

### Beste actrice
- Lubna Azabal - Amal
  - Selma Alaoui - Quitter la nuit
  - Veerle Baetens - Quitter la nuit
  - Émilie Dequenne - TKT

### Beste acteur
- Arieh Worthalter - Chiennes de vie
  - Jean-Jacques Rausin - Chiennes de vie
  - Benoît Poelvoorde - L'art d'être heureux
  - Bouli Lanners - Une affaire de principe

### Beste debuutfilm
- La nuit se traîne van Michiel Blanchart
  - Camping du lac van Éléonore Saintagnan
  - Il pleut dans la maison van Paloma Sermon-Daï
  - Quitter la nuit van Delphine Girard

### Beste Vlaamse film
- Julie zwijgt van Leonardo Van Dijl
  - Here van Bas Devos
  - Skunk van Koen Mortier
  - Young Hearts van Anthony Schatteman

### Beste buitenlandse film in coproductie
- La Plus Précieuse des marchandises van Michel Hazanavicius
  - Animale van Emma Benestan
  - Io capitano van Matteo Garrone
  - Sauvages van Claude Barras

### Beste actrice in een bijrol
- Louise Manteau - Il pleut dans la maison
  - Catherine Salée - Amal
  - Claire Bodson - Julie zwijgt
  - Lucie Debay - Les poings serrés

### Beste acteur in een bijrol
- Jonas Bloquet - La nuit se traîne
  - Fabrizio Rongione - Amal
  - Benoît Poelvoorde - L'Amour ouf
  - Thomas Mustin - La nuit se traîne

### Beste jong vrouwelijk talent
- Purdey Lombet - Il pleut dans la maison
  - Kenza Benbouchta - Amal
  - Mara Taquin - Chiennes de vie
  - Tessa Van Den Broeck - Julie zwijgt

### Beste jong mannelijk talent
- Makenzy Lombet - Il pleut dans la maison
  - Amine Hamidou - Amal
  - Mehdi Khachachi - Amal
  - Lou Goossens - Young Hearts

### Beste beeld
- Sylvestre Vannoorenberghe - La nuit se traîne
  - Frédéric Noirhomme - Il pleut dans la maison
  - Juliette Van Dormael - Quitter la nuit

### Beste scenario of bewerking
- Michiel Blanchart - La nuit se traîne
  - Jawad Rhalib, David Lambert, Chloé Léonil - Amal
  - Xavier Seron - Chiennes de vie
  - Delphine Girard - Quitter la nuit

### Beste geluid
- David Vranken, David Gillain, Joey Van Impe, Thibaud Rie, Fabrice Grizard, Antoine Wattier, Vincent Gregorio - La nuit se traîne
  - Marie Paulus, Valérie Le Docte, Philippe Charbonnel - Chiennes de vie
  - Nicolas Paturle, Virginie Messiaen, Franco Piscopo, Olivier Thys - Une part manquante

### Beste decor
- Catherine Cosme - La nuit se traîne
  - Ladys Oliviera Silva - Il pleut dans la maison
  - Eve Martin - Quitter la nuit

### Beste kostuums
- Isabel Van Renterghem - La nuit se traîne
  - Élise Abraham, Manon Golembieski - Chiennes de vie
  - Julie Lebrun - Une part manquante

### Beste filmmuziek
- Frédéric Vercheval - Green Border
- Charles de Ville, Nelly Tungang - Sauvages
  - Casimir Liberski - L'art d'être heureux

### Beste montage
- Matthieu Jamet-Louis - La nuit se traîne
  - Damien Keyeux - Quitter la nuit
  - Julie Brenta - Une part manquante

### Beste korte film
- Eldorado van Mathieu Volpe
  - Assoiffé van Lisa Sallustio
  - Baisse les yeux van Marie Chauderlot
  - Un invincible été van Arnaud Dufeys

### Beste korte animatiefilm
- En mille pétales van Louise Bongartz
  - Les oiseaux van Christel Hortz
  - Muscle masqué dans : ferraille pagaille van Nicolas Gemoets
  - Tête en l'air van Rémi Durin

### Beste korte documentaire
- Les vivant·es van Inès Rabadán
  - Crushed van Camille Vigny
  - Irréprochables van Flore Mercier, Sophie Breyer en Angèle Bardoux
  - Les rengaines van Pablo Guarise

### Beste documentaire
- Les miennes van Samira El Mouzghibati
  - En attendant Zorro van Sarah Moon Howe
  - Mea culpa van Patrick Tass
  - Sauve qui peut van Alexe Poukine

## Films met meerdere nominaties
De volgende films ontvingen meerdere nominaties:
| Nominaties | Film                    | Gewonnen |
| ---------- | ----------------------- | -------- |
| 11         | La nuit se traîne       | 10       |
| 9          | Amal                    | 1        |
| 9          | Quitter la nuit         |          |
| 8          | Il pleut dans la maison | 3        |
| 5          | Chiennes de vie         | 1        |
| 4          | Une part manquante      |          |
| 3          | Julie zwijgt            | 1        |
| 2          | L'art d'être heureux    |          |
| 2          | Sauvages                | 1        |
| 2          | Young Hearts            |          |